# Andrew Fields
Andrew S. Fields, detto Andy (Atlantic City, 10 gennaio 1957), è un ex cestista e allenatore di pallacanestro statunitense, professionista in Paesi Bassi, Francia e Svizzera.

## Carriera
Venne selezionato dai Portland Trail Blazers al secondo giro del Draft NBA 1979 (40ª scelta assoluta).

## Palmarès

### Giocatore
- Campionato olandese: 1

EBBC Den Bosch: 1984-85